# EASD Diabetes Prize for Excellence
EASD Diabetes Prize for Excellence er en international pris, der årligt uddeles af European Association for the Study of Diabetes (EASD) i samarbejde med Novo Nordisk Fonden. Prisen anerkender ekstraordinær forskning i skæringspunktet mellem fedme og diabetes og fremhæver banebrydende opdagelser, der forbedrer forståelsen og behandlingen af disse sygdomme.

## Historie og Baggrund
Prisen blev etableret i 2015 for at belyse forbindelsen mellem fedme og type 2-diabetes, to globale sundhedsudfordringer, der ofte optræder sammen. EASO og Novo Nordisk Fonden ønsker med prisen at fremme forskning, der forbedrer behandlingsmulighederne og reducerer forekomsten af disse sygdomme.

## Kriterier og Udvælgelse
For nominering af prisen skal modtageren vælges på baggrund af:
- Kandidater skal være medlem af EASD
- Kandidater kan være fra alle lande
- Der er ingen aldersbegrænsninger
- Bestyrelsesmedlemmer af EASD eller Novo Nordisk Fonden kan ikke nomineres.
- Kun ansatte på universiteter, hospitaler eller andre non-profit institutioner vil komme i betragtning
- Kandidaterne skal være aktive inden for diabetesforskning og fortsætte deres forskningsaktivitet i de næste 5 år.

Forslag til kandidater modtages globalt og bedømmes af et ekspertpanel udpeget af EASO og Novo Nordisk Fonden.

## Tidligere modtagere af prisen
Siden sin etablering i 2015 har følgende individer modtaget prisen:
| År   | Modtager            | Land           |
| ---- | ------------------- | -------------- |
| 2015 | Sir S. O’Rahilly    | Storbritannien |
| 2016 | A. Hattersley       | Storbritannien |
| 2017 | P.E. Scherer        | USA            |
| 2018 | Gökhan Hotamışlıgil | Tyrkiet        |
| 2019 | D.J. Drucker        | Canada         |
| 2020 | J.C. Brüning        | Tyskland       |
| 2021 | J.A. Todd           | Storbritannien |
| 2022 | A.-G. Ziegler       | Tyskland       |
| 2023 | R. Hovorka          | Storbritannien |
| 2024 | J.R. Zierath        | Sverige        |